# Macclesfield Town FC
Macclesfield Town Football Club is een voormalige Engelse voetbalclub uit Macclesfield, Cheshire. De ploeg speelde van 1999 tot 2012 en van 2018 tot het faillissement in 2020 in de English Football League. Thuiswedstrijden werden afgewerkt op Moss Rose.
De eerste voetbalclub werd midden negentiende eeuw opgericht en speelde volgens de rugby-regels, maar in 1874 nam de club de regels van de Football Association over. Tussen 1874 en 1940 was de club bekend onder verschillende namen waaronder Macclesfield Football and Athletic Club, Hallifield FC en Macclesfield FC. Nadat het competitievoetbal hervat werd na de Tweede Wereldoorlog werd de huidige naam aangenomen.
De club speelde jarenlang in regionale competities. In 1960 werd na vier voorrondes voor het eerst de eerste ronde van de FA Cup bereikt, maar daarin was Southport FC te sterk. In 1968 was de club medeoprichter van de Northern Premier League. Later ging de club naar de Football Conference waar in 1994 de titel behaald werd. Het stadion voldeed echter niet aan de eisen om te promoveren naar de Football League en de club bleef in de Conference. In 1997 werd de club opnieuw kampioen en omdat het stadion intussen verbeterd was, mocht Macclesfield Hereford United vervangen in de League. De club werd meteen vice-kampioen in de Football League Third Division (vierde klasse) en promoveerde meteen door naar de Football League Second Division (derde klasse).
Dit was echter te hoog gegrepen voor de club en Macclesfield werd laatste, waardoor het degradeerde naar de vierde klasse. Nadien beleefde Macclesfield een roemloos bestaan in de laagste profdivisie en vocht het voornamelijk tegen degradatie. In 2012 ging het mis toen de ploeg onderaan eindigde en degradeerde naar de Football Conference. Hier werd het in 2018 overtuigend kampioen en keerde zodoende terug naar de League Two. In het seizoen 2018/19 vermeed de club degradatie terug naar de National League, ondanks aanhoudende financiële problemen. Het volgende seizoen wisten ze zich niet te handhaven. Na een puntenaftrek die op 11 augustus 2020 werd geactiveerd, degradeerde de club naar de National League, het vijfde niveau van het Engelse voetbal.
Het einde voor Macclesfield kwam op 16 september 2020 doordat het faillissement werd uitgesproken. In oktober 2020 werd de club heropgericht als Macclesfield FC.

## Geschiedenis
Macclesfield Town speelde jarenlang in regionale competities, voordat het in 1987 naar de nationale Football Conference (vijfde niveau) promoveerde. In 1993 werd Sammy McIlroy, oud-speler van onder meer Manchester United en Manchester City, aangesteld als nieuwe trainer. Onder zijn leiding zou de club in de jaren die volgden meerdere successen boeken. In zijn tweede seizoen leidde hij de club naar de titel in de Football Conference. De club mocht echter niet promoveren omdat het stadion niet voldeden aan de vereisten van de EFL. Macclesfield Town won twee seizoenen later opnieuw de titel en mocht dit keer wel promoveren, naar de Third Division. Het nam de plaats in van Hereford United. Een jaar eerder had de ploeg de FA Trophy weten te winnen, door op Wembley Northwich Victoria te verslaan.

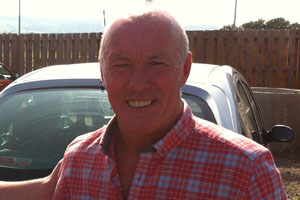
Onder leiding van Sammy McIlroy promoveerde Macclesfield Town in de jaren 90 twee seizoenen op rij, van de Football Conference naar de Second Division.

### Succesjaren onder McIlroy
De club ging vervolgens op professionele basis opereren. Macclesfield Town's eerste competitiewedstrijd was een 2-1 overwinning thuis tegen Torquay United. Het momentum van het Conference-succes zette zich voort en Macclesfield Town, thuis ongeslagen in hun eerste League-seizoen, eindigde als tweede in Division Three en promoveerde voor het tweede opeenvolgende seizoen, dit keer naar Division Two. Het hogere niveau bleek echter een stap te ver voor de club, die het seizoen 1998/99 onderaan in Division Two eindigde en degradeerde. McIlroy vertrok vervolgens om aan de slag te gaan als bondscoach van Noord-Ierland. Hij werd opgevolgd door Peter Davenport, zijn voormalige ploeggenoot bij Manchester United. De ploeg had het niet makkelijk in de Third Division en eindigde vijf seizoenen op rij in het rechterrijtje.
Het seizoen 2004/05 liep echter goed vood de Silkmen. De club had tegen het einde van het voorgaande seizoen in de persoon van Brian Horton een nieuwe trainer aangesteld en degradatie naar de Conference was voorkomen. Horton blies nieuw leven in Macclesfield Town en eindigde met zijn ploeg op de vijfde plaats in de League Two, wat recht gaf op deelname aan de play-offs om promotie. Hierin werd het echter in de halve finale al uitgeschakeld door Lincoln City, waarmee er een streep ging door een eventuele promotie. Het volgende seizoen verliep echter niet goed en Horton werd in september 2006 door de club ontslagen, nadat na twaalf wedstrijden nog geen wedstrijd was gewonnen. In de seizoenen die volgden flirtte Macclesfield meerdere malen met degradatie naar de Football Conference, maar wist toch handhaving te bewerkstelligen. In 2012 was het geluk echter op. Het seizoen werd afgesloten als hekkensluiter en degradatie terug naar de Football Conference was een feit.

### Laatste jaren
De club had het moeilijk op het vijfde niveau en wist zich vijf seizoenen lang niet eens voor de play-offs te plaatsen. Dit kwam mede door financiele problemen. Wel vond begin januari 2013 een historische overwinning plaats. Op 5 januari 2013 versloeg Macclesfield de op dat moment koploper van de Football League Championship, Cardiff City, met 2-1 waardoor zij voor het eerst in de 139-jarige historie de 4e ronde van de FA Cup bereikte. In 2017 bereikte de club de finale van de FA Trophy, waardoor het op Wembley mocht aantreden tegen York City. Deze wedstrijd werd echter met 3-2 verloren. Macclesfield stond het grootste deel van het seizoen 2018/19 bovenaan de ranglijst van de National League en op 21 april 2018 versloegen de Silkmen Eastleigh met 2-0 om de titel te winnen.
Macclesfield Town stelde na de promotie Mark Yates aan als eindverantwoordelijke, na het vertrek van John Askey naar Shrewsbury Town. Yates verliet de club echter al in 2018 vanwege tegenvallende resultaten. In oktober 2018 kwam de club internationaal in het nieuws met de aanstelling van voormalig Engels-international Sol Campbell als nieuwe hoofdcoach. Onder zijn leiding wist de ploeg zich op de laatste speeldag te handhaven, na een gelijkspel tegen Cambridge United.
Het volgende seizoen (2019/20) werden de financiele problemen alsmaar groter en groter. Zo kwam naar buiten dat de club nog ruim 180 duizend pond verschuldigd was aan Campbell, die daarom een verzoek tot liquidatie van de club steunde. De club werd vanwege het (wan)beleid meerdere malen gestrafd met punten in mindering en sloot het seizoen af als hekkensluiter. Tot een terugkeer in de National League zou het echter niet komen. Het einde voor Macclesfield kwam op 16 september 2020 doordat het faillissement werd uitgesproken. In oktober 2020 kocht de lokale zakenman Robert Smethurst de activa van Macclesfield Town en richtte hij Macclesfield FC op, dat het seizoen 2021/22 startte in de North West Counties Football League op het negende niveau.

## Erelijst
- FA Trophy

1970, 1996
- Football Conference / National League

1994/95, 1996/97, 2017/18

## Bekende spelers
- Clyde Wijnhard
- Asmir Begović
- François Kompany